# Tombe de Lohra
La tombe de Lohra (allemand : Steinkammergrab von Lohra) est un monument mégalithique situé à Lohra, près de Marbourg, dans le centre-ouest du Land de Hesse, en Allemagne. Elle date du Néolithique récent, probablement juste après 3000 av. J.-C.. Cette allée couverte de la culture de Wartberg se distingue par son riche mobilier funéraire, comportant de nombreuses céramiques.

## Historique
La tombe est découverte accidentellement en 1931 par le fermier Jakob Elmshäuser, qui rencontre un obstacle en labourant un champ. Il dévoile un grand bloc de grès rectangulaire couché juste sous la surface. Le professeur Gero von Merhart, spécialiste des monuments préhistoriques de la région, intervient. Le site est fouillé par des étudiants de l'université de Marbourg, sous la direction d'Otto Uenze,.
La plupart des vestiges sont conservés depuis 1931 au Musée du Land de Hesse (Hessisches Landesmuseum), à Cassel. Cela n'inclut pas la pierre d'entrée qui a été déplacée dans la cour de la ferme du propriétaire du domaine, où elle est restée pendant 36 ans. En 1967, cette pierre a été placée devant la mairie de Lohra en tant que monument. Malheureusement, elle a été réutilisée dans la construction des fondations d'un bâtiment de la ferme.

## Description
La chambre rectangulaire souterraine mesure environ 5 m x 2,2 m (mesures internes), se rétrécissant quelque peu vers l'arrière. Bien que la plupart de ses orthostates manquent, il est encore possible de reconstituer son plan rectangulaire à partir des tranchées de la fondation. Les dalles individuelles atteignent une longueur de 60 cm à 1 m, font 40 cm de large et environ 80 cm de haut. Leur poids varie de 800 à 1 000 kg.
La tombe se compose d'une grande chambre principale et d'une petite antichambre ouverte. Elles sont séparées par une grande dalle de grès percée d'un trou circulaire, semblable à celle de Züschen. Cet orifice a un diamètre de 30 à 35 cm. Une si petite ouverture n'aurait pas pu servir au passage des cadavres mais pourrait représenter une passerelle symbolique entre les mondes des vivants et des morts lors de rituels ou de cérémonies de sacrifice qui se seraient déroulés dans l'antichambre. Seul un quart de la dalle de Lohra à orifice a survécu. Le sol de la chambre principale est recouvert d'une couche d'argile de 3 à 5 cm d'épaisseur. La tombe avait probablement un toit en bois. La présence de nombreuses pierres dans et autour de la chambre indique probablement qu'elle était à l'origine recouverte d'un tumulus. 

## Restes humains
Contrairement aux découvertes des tombes de Züschen ou d'Altendorf, les morts de Lohra étaient incinérés. On a dénombré les restes d'environ 20 personnes, dont des hommes et des femmes adultes ainsi que des enfants. 

## Poteries
Les défunts étaient accompagnés d'une grande quantité de poteries, ce qui est une caractéristique unique parmi les allées couvertes du nord de la Hesse (culture de Wartberg). Vingt récipients, placés sur le sol de la chambre, ont ensuite été recouverts de cendres humaines. Ils sont dans un excellent état de conservation. Des tasses avec ou sans anse portent des motifs décoratifs similaires aux trouvailles de Züschen. Elles sont courantes aux côtés de bols ayant parfois des pieds et des anses. Un récipient a des ornements semblables à un métope, dans un style proche du Chasséen de France. La poterie de Lohra est très similaire à celle de la culture de Wartberg, sur le Hasenberg, près de Fritzlar.

## Autres vestiges
Outre la céramique, on a trouvé une hache en serpentine très soigneusement réalisée avec un trou de tige ovale, une lame d'ardoise retouchée et un petit morceau de tôle de bronze de fonction inconnue. Le métal est probablement postérieur à la tombe originelle. Les restes d'animaux, caractéristiques des autres tombes du Wartberg, sont absents à Lohra.